# Hegarmanah (Bojongpicung)
Hegarmanah is een bestuurslaag in het regentschap Cianjur van de provincie West-Java, Indonesië. Hegarmanah telt 7468 inwoners (volkstelling 2010).